# トニー・ミッチェル
アントニオ・ミッチェル（Antonio "Tony" Mitchell、1970年10月14日 - ）は、アメリカ合衆国ミシガン州デトロイト出身の元プロ野球選手（外野手、右投右打）。
日本プロ野球では2001年にパシフィック・リーグ（パ・リーグ）の福岡ダイエーホークスに所属した。右投両打だが、ダイエー時代は右打に専念した。
1995年に同じダイエーに在籍していたケビン・ミッチェルは従兄弟にあたる。

## 来歴・人物
1989年のMLBドラフト34巡目でピッツバーグ・パイレーツに入団したが、メジャー経験はなく、1997年からはアメリカ独立リーグとリーガ・メヒカーナ・デ・ベイスボルでプレー。2000年にはダルース・スペリオール・デュークスで打率.352、26本塁打、87打点の成績を挙げたことを評価され、2000年オフにペドロ・バルデスとともに福岡ダイエーホークスに入団。年俸は1,500万円。
ダイエーでプレーした2001年シーズンは当たれば本塁打に出来るパワーはあったため、本塁打はぼちぼち打っていたものの、同期入団で活躍していたバルデスとは対照的に開幕から不調が続き、徐々にスタメン及び出場機会は減り、8月7日を最後に1軍出場はなくなり、シーズン終了後に解雇された。最終的に打率.193、本塁打10、打点20と期待外れに終わった。
トニーの代理人はかつてダイエーにも在籍したブーマー・ウェルズであった。トニーとケビンが従兄弟同士ということを、球団側は本人の口から語られるまで知らなかったという。ケビンがメジャーリーグでも屈指の問題児で、ダイエー在籍時もシーズン途中の無断帰国など様々なトラブルを起こしただけに、トニーの素行にも注目が集まったが、トニーは球団と揉めるようなことはなかった。ただ気は荒く、2001年4月26日の対日本ハムファイターズ戦では、高橋憲幸からの死球に激怒して高橋を追いかけ、止めに入っていた田中幸雄・金子誠・井出竜也・原田政彦らに暴行を働く乱闘騒ぎを起こして退場処分を受けた。マウンドへ向かう際にヘルメットを脱いで白いヘッドキャップ姿で暴れていた。また二軍戦でも乱闘騒ぎを起こしている。

## 詳細情報

### 年度別打撃成績
| 年 度     | 球 団     | 試 合 | 打 席 | 打 数 | 得 点 | 安 打 | 二 塁 打 | 三 塁 打 | 本 塁 打 | 塁 打 | 打 点 | 盗 塁 | 盗 塁 死 | 犠 打 | 犠 飛 | 四 球 | 敬 遠 | 死 球 | 三 振 | 併 殺 打 | 打 率 | 出 塁 率 | 長 打 率 | O P S |
| --------- | --------- | ----- | ----- | ----- | ----- | ----- | -------- | -------- | -------- | ----- | ----- | ----- | -------- | ----- | ----- | ----- | ----- | ----- | ----- | -------- | ----- | -------- | -------- | ----- |
| 2001      | ダイエー  | 65    | 214   | 181   | 17    | 35    | 1        | 0        | 10       | 66    | 20    | 0     | 0        | 0     | 1     | 30    | 0     | 2     | 72    | 4        | .193  | .313     | .365     | .678  |
| 通算：1年 | 通算：1年 | 65    | 214   | 181   | 17    | 35    | 1        | 0        | 10       | 66    | 20    | 0     | 0        | 0     | 1     | 30    | 0     | 2     | 72    | 4        | .193  | .313     | .365     | .678  |

### 記録
NPB
- 初出場・初先発出場：2001年3月24日、対オリックス・ブルーウェーブ1回戦（福岡ドーム）、7番・指名打者として先発出場
- 初打席・初安打：同上、2回裏に金田政彦から左前安打
- 初打点：2001年3月27日、対大阪近鉄バファローズ1回戦（大阪ドーム）、5回表に岡本晃から左犠飛
- 初本塁打：2001年4月2日、対西武ライオンズ1回戦（西武ドーム）、5回表に石井貴から右越2ラン

### 背番号
- 42 （2001年）